# Gene Davis (zápasník)
Eugene Lee "Gene" Davis (17. listopadu 1945, Missoula, Montana, USA) je bývalý americký zápasník, volnostylař. 
V roce 1976 vybojoval na olympijských hrách v Montréalu bronz v kategorii do 62 kg, v roce 1972 vypadl ve stejné kategorii ve třetím kole.